# Фараони (фільм)
«Фарао́ни» — комедійний фільм-вистава Київського українського драматичного театру ім. І. Франка за однойменною п'єсою (інша назва «Хто в домі господар») Олекси Коломійця.

## Сюжет
Місце дії — звичайне село в період радянської влади, де всі керівні пости зайняли виключно чоловіки. Але після однієї бурхливої ночі з піснями й великою кількістю самогону, прокинувшись, дядьки виявляють, що тепер усім заправляють жінки й ведуть вони себе точно так само, як чоловіки.

## У ролях
- Михайло Покотило — Таран
- Ольга Кусенко — Одарка
- Микола Панасьєв — Онисько
- Галина Сліпенко — Уляна
- Віктор Цимбаліст — Аристарх
- Нонна Копержинська — Ганна
- Петро Бондарчук — Грицько
- Наталія Лотоцька — Катерина
- Ганна Соколова — Олена
- Костя Ільницький — Павлик
- Микола Яковченко — Оверко
- Микола Шутько — Корній

## Знімальна група
- Режисер-постановник: Ісаак Шмарук
- Художник-постановник: Юрій Шишков
- Оператори: С. Ревенко, О. Суський, В. Шустинський, Олександр Деряжний
- Звукооператор: Віктор Лукаш
- Асистент режисера: А. Савченко
- Асистент по монтажу: С. Васильєва
- Художник-гример: В. Туревський
- Директор фільму: Б. Дубицький

## Інтернет-посилання
- Фараони на сайті IMDb (англ.)

| Фільми | Це незавершена стаття про український фільм. Ви можете допомогти проєкту, виправивши або дописавши її. |